# Epinotia abbreviana
Epinotia abbreviana es una especie de polilla del género Epinotia, categorizada en la tribu Eucosmini, de la subfamilia Olethreutinae.

## Distribución
Se distribuye por Europa: Dinamarca, Alemania, Reino Unido, Polonia y Francia.

## Taxonomía
Fue descrita por Johan Christian Fabricius en 1794.
Tratamiento taxonómico
La especie aparece registrada y publicada en Entomologia Systematica 3 (2): 278.